# Kārte Seh
 (mai 2025).
Si vous disposez d'ouvrages ou d'articles de référence ou si vous connaissez des sites web de qualité traitant du thème abordé ici, merci de compléter l'article en donnant les références utiles à sa vérifiabilité et en les liant à la section « Notes et références ».
Kārte Seh (Troisième Quart), (dari : کارته سه) est un quartier de l'ouest de Kaboul, en Afghanistan, faisant partie du District 6. Il s'agit d'un peuplement planifié et de classe moyenne, associé à la minorité Chiite Hazara d'Afghanistan.  Karte Seh est également célèbre pour être le site de l'orphelinat où Aziza est envoyée dans le roman de Khaled Hosseini, Mille soleils splendides.
Le quartier abrite actuellement des missions étrangères telles que les ambassades de la Russie et de la Pologne, des chaînes de télévision et l' Université Américaine de l'Afghanistan . De nombreuses ONG locales et internationales y ont des bureaux. Une route majeure, financée par les Émirats arabes unis, est actuellement en construction dans le quartier. Pendant la guerre soviéto-afghane, la Croix-Rouge, CURE International et l'IAM ont tous établi des hôpitaux dans la région, le long de la route artérielle Darulaman qui mène au palais Darul Aman et à l'Assemblée nationale.